# 须鳗鳚科
鬚鰻鳚科為輻鰭魚綱鱸形目的其中一個科，部分分類法將本科併入七夕魚科(Plesiopidae)的其中一屬。

## 分布
本科魚類分布於西太平洋區的巴布亞紐幾內亞及澳洲北部海域。

## 特徵
本科魚類體延長，似鰻形，背鰭和臀鰭末端均與尾鰭相連，背鰭硬棘部和軟條部亦相連，背鰭硬棘62-69枚、背鰭軟條1-2枚；臀鰭硬棘37-43枚、臀鰭軟條1-2枚，體長最大僅11公分。

## 分類
鬚鰻鳚科其下僅有一屬：
- 頦鬚鳚屬(Notograptus)
  - 格氏頦鬚鳚(Notograptus gregoryi)
  - 斑點頦鬚鳚(Notograptus guttatus)